# Kornel Abel

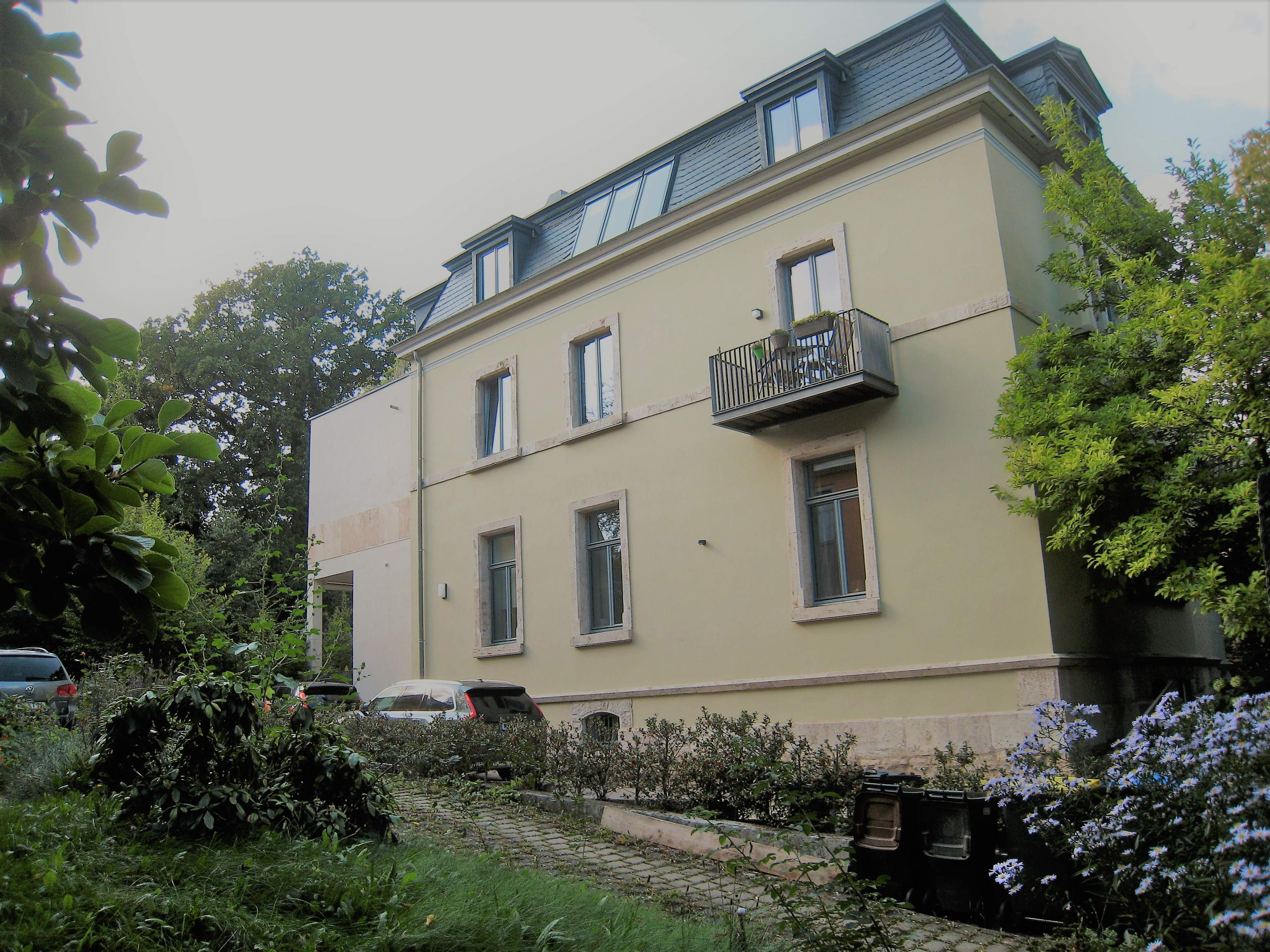
Freiherr-vom-Stein-Allee 10, Wohnhaus von Abel in Weimar (ab 1939)

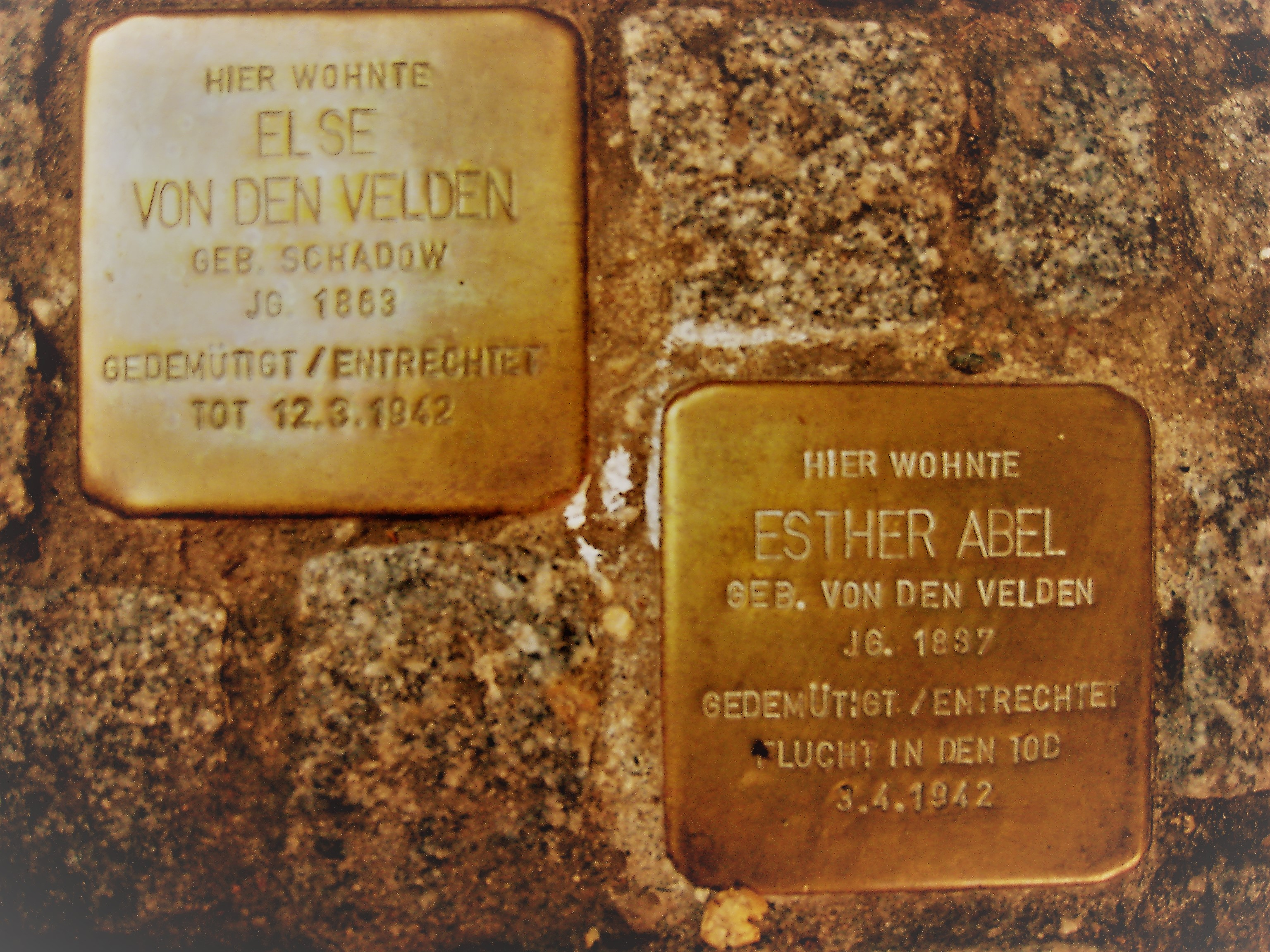
Stolperstein für Abels Ehefrau, Freiherr-vom-Stein-Allee 10, Weimar

Kornel Abel (Geburtsname: Cornelius Eugen Maria Abeles; * 1. August 1881 in Wien; † nach dem 1. Februar 1940) war ein jüdischer Offizier der gemeinsamen Armee der österreichisch-ungarischen Landstreitkräfte und Autor des autobiografischen Romans Karst. Ein Buch vom Isonzo, in dem er seine Kriegserlebnisse in Österreich-Ungarns Armee im Ersten Weltkrieg während der Isonzoschlachten darstellte.

## Leben

### Herkunft und Ausbildung zum Offizier
Der Familienname des aus einer jüdischen Familie stammende Abel wurde 1882 geändert. Nach dem Tode des Vaters 1884 konvertierte seine Mutter mit ihm und seinen Geschwistern zum katholischen Glauben. Nach dem Schulbesuch trat er im September 1897 in die Infanteriekadettenschule in der Stiftskaserne ein, die 1898 in die Breitenseer Kaserne verlegt wurde, und schloss diese im Juni 1901 mit Auszeichnung ab. Im Anschluss fand er zunächst Verwendung als Rekrutenausbilder beim Mährischen Feldjägerbataillon Nr. 25 sowie als Lehrer an der Unteroffiziersbildungsschule in Mostywiełkie, ehe er 1902 zum Leutnant befördert wurde und in die dortige Nachrichtenabteilung eintrat, deren Chef er bereits 1903 wurde.
1904 wechselte er als Stations- und Ökonomieoffizier zum Truppenspital von Mostywiełkie und absolvierte danach von September 1906 bis 1909 die k.u.k. Kriegsschule in Mauer bei Wien. Nach deren erfolgreichem Abschluss wurde er 1909 zum Oberleutnant befördert und war danach erst Lehrer an der Militärunterrealschule im Schloss Straß, der heutigen Erzherzog-Johann-Kaserne, in Straß in Steiermark sowie im Anschluss Lehrer für Deutsch, Französisch und Geschichte an der Militärunterrealschule in Kőszeg.
Ende 1912 wurde er Kompaniekommandant im k.u.k. Galizischen Infanterie-Regiment „Gustav V. König der Schweden, der Goten und Wenden“ Nr. 10, in dem er auch Bataillonswaffenoffizier und Lehrer des Schießkurses für Offiziere war. 1913 wechselte er als Konzeptsoffizier zum 16. Korpskommando in Ragusa. Während seiner dortigen Tätigkeit verfasste er die Novelle Ivo Pian sowie die Manuskripte Die Ausmusterung, Geburtstagsfeier auf dem Adamello sowie Die große Schweigerin, die allerdings erst 1970 bei seinem Nachlass in Leipzig gefunden wurden.

### Erster Weltkrieg und Teilnahme an den Isonzoschlachten
Nach Beginn des Ersten Weltkriegs wurde er als Kompaniechef des Infanterie-Regiments Nr. 10 zweimal an der serbischen Front verwundet und wurde nach Beginn seiner Verwendung als Stabsoffizier zum Hauptmann befördert.
1915 folgte sein Wechsel als Offizier zum Generalstab beim Gruppenkommando der 1. Infanteriedivision und nahm in dieser Funktion vom 23. Juni bis zum 3. November 1915 an der ersten, zweiten und dritten Isonzoschlacht teil. Ende 1915 heiratete er in Weimar die aus Thüringen stammende Esther Maria von den Velden, deren Vater der Maler, Genealoge und Heraldiker Adolf Emil von den Velden war, während ihre Mutter eine Nachfahrin von Johann Gottfried Schadow war, der unter anderem 1793 die Quadriga auf dem Brandenburger Tor schuf.
Während der Fünften Isonzoschlacht übernahm er im März 1916 die Vertretung des unmittelbar nach Beginn der Schlacht gefallenen Bataillonsadjutanten und nahm während der fünftägigen Schlacht mit seiner Einheit 561 italienische Soldaten gefangen. Für seine militärischen Verdienste und seinen Einsatz wurde er mehrfach ausgezeichnet.
Danach wurde Abel Offizier im Generalstab der 17. Infanteriebrigade in Jamiano und nahm bis November 1916 an der sechsten bis neunten Isonzoschlacht teil. Darauf wurde er Ende 1916 Leiter der Expositur beim Militärkommando in Wien und bekleidete diesen Posten bis zum 28. Jänner 1918. Am 23. März 1918 wurde ihm für seine Verdienste im Ersten Weltkrieg darüber hinaus das Ritterkreuz des Franz-Joseph-Ordens verliehen.
Nach seiner Beförderung zum Major am 1. Mai 1920 war er als Liquidator beim Militärkommando tätig und stellte einen Antrag auf Übernahme in das Bundesheer. Trotz einer positiven Beurteilung für die Eignung als Bataillonskommandeur und Gruppenleiter trat er am 1. April 1921 in den Ruhestand.

### Nachkriegszeit undKarst. Ein Buch vom Isonzo
Nach seiner Pensionierung wurde er 1925 ehrenamtlicher Geschäftsführer des Österreich-Deutschen Volksbundes, dessen Vorsitzender (Obmann) Hermann Neubacher war, der nach dem Anschluss Österreichs an das Deutsche Reich am 12. März 1938 Bürgermeister von Wien wurde.
1934 erschien bei dem in Salzburg ansässigen Verlag Anton Pustet erstmals sein Buch Karst. Ein Buch vom Isonzo in dem er seine Kriegserlebnisse während der Isonzoschlachten schilderte. Nachdem 1935 eine italienischsprachige Übersetzung veröffentlicht worden war, erschien sein Buch, das in der ersten Auflage ein Vorwort von Bruno Brehm enthielt, 1936 bereits in dritter Auflage beim Pustet-Verlag.
Nachdem Abel 1939 zusammen mit seiner Ehefrau Wien verlassen hatte, verzog er in die Heimatstadt seiner Frau nach Weimar. Sein letztes Lebenszeichen war ein Brief an das Militärversorgungsamt in Wien vom 2. Februar 1940. Danach galt er als verschollen, während seine Ehefrau am 3. April 1942 Suizid wegen der bevorstehenden Deportation in ein Konzentrationslager beging.
Zuletzt erschien 2008 eine Übersetzung seines Buches in slowenischer Sprache mit dem Titel Kras, knjiga o Soči.

## Veröffentlichungen
- Karst : Ein Buch vom Isonzo, Verlag Anton Pustet, 1934

## Hintergrundliteratur
- Lechner’s Literaturgeschichte des deutschen Sprachraums, 1956 (Nachdruck 1995), S. 401, ISBN 3-85049-666-X.
- Helmut Marchhart, Kornel Abel: geehrt, verfolgt, vergessen…eine Spurensuche, Selbstverlag, Innsbruck 2015, ISBN 978-3-9503969-0-4.